# Богемська придворна канцелярія

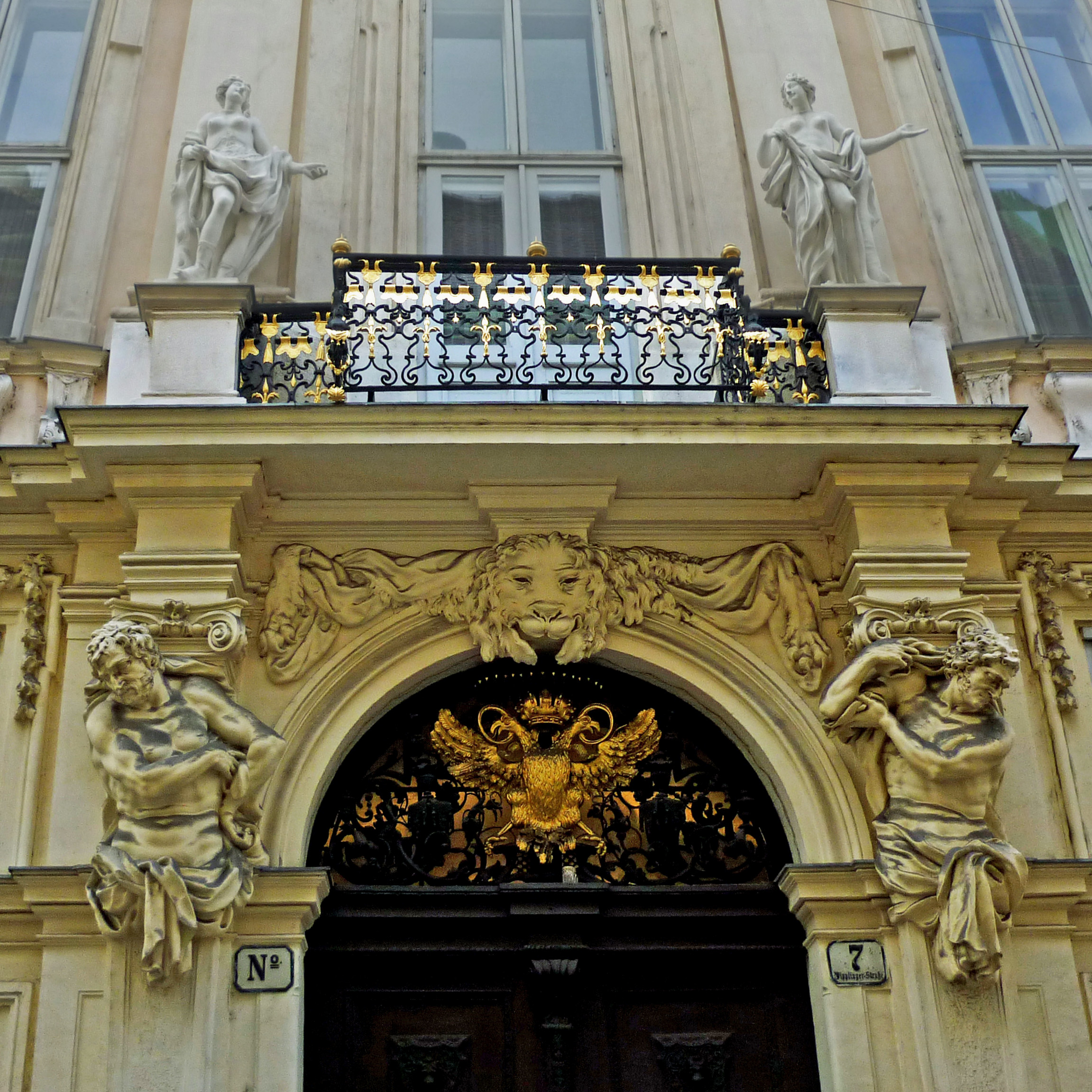
Богемський гербовий лев над входом до Богемської придворної канцелярії

Богемська придворна канцелярія (нім. Böhmische Hofkanzlei) — історична будівля у Відні, палац на площі Юденплац у Внутрішньому Місті. Будівлю побудовано за проєктом архітектора Йогана Бернгарда Фішера фон Ерлаха у 1709—1714 роках для відомства з управління богемськими землями, яке існувало в Габсбурзькій монархії протягом 1527—1749 років. Нині в будівлі розміщується Адміністративний суд Австрії. Протягом 1946—2012 років у будівлі Богемської придворної канцелярії засідав Конституційний суд Австрії.
1527 року імператор Священної Римської імперії Фердинанд I, який отримав того ж року титул короля Богемії, за наполяганням богемських станів заснував для Богемії окрему від австрійської придворну канцелярію, що розташувалася в старому королівському палаці в Празькому граді. Після придушення повстання чеських станів у ході битви на Білій Горі 1620 року придворна канцелярія перемістилася до Відня і вступила в одноосібне підпорядкування короля Богемії. Сфера діяльності Богемської придворної канцелярії розширилася, і, згідно з регламентом 1719 року, вона виконувала всі функції, як адміністративні, так і судові. 1749 року Богемську придворну канцелярію розпущено, її функції передано двом різним відомствам, які врешті-решт 1761 року об'єднано в Богемську і австрійську придворну канцелярію, свого роду Міністерство внутрішніх справ цих земель.
Замовлення на проєкт палацу для Богемської придворної канцелярії Фішер фон Ерлах отримав після десятирічної паузи в роботі у Відні. Фішер повернувся до високого бароко і античних форм, користуючись досвідом, отриманим під час багаторічного перебування в Італії. Вертикальне членування палацу на три частини за трьома осями дозволяє говорити про палладіанську схему, холодність якої пом'якшує багате скульптурне оздоблення палацу. Про початкове призначення будівлі свідчать богемські гербові леви на фронтоні, над парадним входом і в бельетаж.